# Amt Crottendorf
Das Amt Crottendorf war eine im Erzgebirgischen Kreis gelegene territoriale Verwaltungseinheit des Kurfürstentums Sachsen.
Bis zum Ende der sächsischen Ämterverfassung im Jahr 1856 bildete es den räumlichen Bezugspunkt für die Einforderung landesherrlicher Abgaben und Frondienste, für Polizei, Rechtsprechung und Heeresfolge.

## Geographische Ausdehnung
Das Amt befand sich im Kammgebiet des Fichtelbergs und umfasste den Crottendorfer Forst und die Oberläufe der Flüsse Große Mittweida, Zschopau, Sehma und Pöhlbach. Ein weiterer bedeutender Berg im Gebiet ist der Scheibenberg (Erzgebirge). Die südliche Grenze des Amtes bildete gleichzeitig die Landesgrenze nach Böhmen.

## Angrenzende Verwaltungseinheiten
| Amt Grünhain           | Amt Schlettau                               |                   |
| Amt Grünhain           | Kompassrose, die auf Nachbargemeinden zeigt | Königreich Böhmen |
| Kreisamt Schwarzenberg | Königreich Böhmen                           |                   |

## Geschichte
Im Jahr 1559 verkauften die unmündigen Brüder Johann, George, Hugo und Wolff von Schönburg den oberen Teil der Grafschaft Hartenstein, nämlich „vnsere Krottendorffische vnd Wiesenthaller Welde, vnd geholtze, so hiebeuorn gegen dem harttensteyn gehortt, samt ettlichen andern vnsern daran gelegenne flecken, vnd Dorffschaffttenn“, für 146.000 Gulden an den sächsischen Kurfürsten August.
Ein Haupterwerbszweig des Amtes war neben dem Bergbau in den Bergstädten Scheibenberg und Oberwiesenthal der Betrieb von Eisenhammerwerken, derer 17 im Jahr 1559 vorhanden waren, nämlich sieben an der Großen Mittweida, vier am Pöhlwasser, drei am „Wiesenthaler Wasser“ und zwei am Schwarzbach. Es ist anzunehmen, dass das Amt Crottendorf vor allem wegen seines geringen Umfangs von Anfang an administrativ in engem Zusammenhang mit dem benachbarten Amt Schwarzenberg stand und schließlich in der zweiten Hälfte des 17. Jahrhunderts aufgelöst wurde und um 1670 mit Schwarzenberg vereinigt wurde.

## Zugehörige Orte
Laut dem 1559 für die Übergabe an den Kurfürsten aufgestellten Erbbuch bildeten die folgenden Orte das neue Amt Crottendorf.
| Ort                                         | heutige Ortszugehörigkeit    | Bemerkungen                                           |
| ------------------------------------------- | ---------------------------- | ----------------------------------------------------- |
| Bergstadt Scheibenberg                      | Stadt Scheibenberg           | 1522 gegründet                                        |
| Oberscheibe                                 | Stadt Scheibenberg           |                                                       |
| Mittweida (Markersbach)                     | Gemeinde Raschau-Markersbach |                                                       |
| Obermittweida                               | Gemeinde Raschau-Markersbach |                                                       |
| Crottendorf                                 | Gemeinde Crottendorf         |                                                       |
| Neudorf                                     | Gemeinde Sehmatal            |                                                       |
| Kretscham-Rothensehma                       | Gemeinde Sehmatal            |                                                       |
| Niederschlag                                | Gemeinde Bärenstein          | im 17. Jahrhundert von böhmischen Exulanten gegründet |
| Hammerunterwiesenthal                       | Stadt Kurort Oberwiesenthal  | 1657 von böhmischen Exulanten gegründet               |
| Alt Wiesenthal (Unterwiesenthal)            | Stadt Kurort Oberwiesenthal  |                                                       |
| Neustadt Wiesenthal (Stadt Oberwiesenthal)  | Stadt Kurort Oberwiesenthal  | 1530 gegründet                                        |
| Großpöhla                                   | Stadt Schwarzenberg/Erzgeb.  |                                                       |
| Stadt Elterlein mit Brünlas und Burgstädtel | Stadt Elterlein              | gehörte nach 1590 zum Amt Grünhain                    |